# كليفورد ألكسندر الابن
كليفورد ألكسندر الابن (بالإنجليزية: Clifford Alexander Jr.)‏ (و. 1933 – م) هو محام من الولايات المتحدة الأمريكية ولد في مدينة نيويورك.

## التعليم
تعلم في جامعة هارفارد، وكلية ييل للحقوق.

## روابط خارجية
- كليفورد ألكسندر الابن على موقع مونزينجر (الألمانية)